# TRAF2
فاکتور ۲ مرتبط با گیرندهٔ TNF (انگلیسی: TRAF2) یک پروتئین است که در انسان توسط ژن «TRAF2» کُدگذاری می‌شود.
این پروتئین نقش مهمی در برخی فرایندهای حیاتی درون سلول ایفا می‌کند.
TRAF2 با مولکول‌های زیر تعامل پروتئین-پروتئین دارد:
- MAP4K2[۴]
- BIRC3[۵][۶][۷][۸]
- CD134[۹]

## برای مطالعهٔ بیشتر
- Wajant H, Henkler F, Scheurich P (2001). "The TNF-receptor-associated factor family: scaffold molecules for cytokine receptors, kinases and their regulators". Cell. Signal. 13 (6): 389–400. doi:10.1016/S0898-6568(01)00160-7. PMID 11384837.
- Bradley JR, Pober JS (2001). "Tumor necrosis factor receptor-associated factors (TRAFs)". Oncogene. 20 (44): 6482–91. doi:10.1038/sj.onc.1204788. PMID 11607847.